# Spurgerade
Eine Spurgerade nennt man in der analytischen sowie in der darstellenden Geometrie (s. Zweitafelprojektion) die Schnittgerade zwischen einer Ebene im Raum und einer Grundebene des räumlichen Koordinatensystems. Eine Ebene hat im Allgemeinen drei Spurgeraden, sxy mit der Grundrissebene (xy-Ebene), syz mit der Aufrissebene (yz-Ebene) und sxz mit der Seitenrissebene (xz-Ebene).
Dabei schneidet die Ebene zugleich die Koordinatenachsen in den Spurpunkten Sx, Sy und Sz.
Bei speziellen Lagen der Ebene kann sich die Zahl der Spurpunkte auf zwei oder einen reduzieren und die Zahl der Spurgeraden auf zwei. Solche Ebenen sind parallel zu einer oder zwei Koordinatenachsen:
Liegt die Ebene parallel zu einer der Achsen, so hat sie keinen Schnittpunkt mit dieser Achse und daher nur zwei Spurpunkte. Zwei der Spurgeraden sind dann parallel zueinander und zu dieser Achse. Liegt die Ebene parallel zu einer der Grundebenen, so hat sie nur einen Spurpunkt und nur zwei Spurgeraden.
Wenn die Ebene durch den Koordinatenursprung verläuft, so fallen die Spurpunkte hier zusammen, zugleich schneiden sich hier alle drei Spurgeraden. Ansonsten schneiden sich jeweils nur zwei der Spurgeraden, und zwar genau in den Spurpunkten.